# Phoenicochroite
Phoenicochroite, còn được gọi là melanochroitelà một khoáng crôm với công thức Pb2OCrO4. Nó kết thành tinh thể cam đỏ nổi bật. Nó được phát hiện đầu tiên trong 1839 trong quặng Beryozovskoye, Uran, Nga. Nó có tên từ tiếng Hy Lạp với từ φοίυικος nghĩa là "màu đỏ đậm" và χρόα nghĩa là "màu sắc" để ám chỉ đến màu sắc của nó.